# Carlo Broccardi
Carlo Broccardi (Milano, 1886 – Milano, 1953) è stato un tenore italiano.
È noto soprattutto per aver cantato la prima registrazione completa del Rigoletto di Giuseppe Verdi (1915, nel ruolo del duca di Mantova) e della Tosca di Giacomo Puccini (1919, nel ruolo di Cavaradossi), entrambi per La voce del padrone. Incise anche per le etichette La Fonografia Nazionale, Fonotecnica e Kalliope..

## Biografia
Broccardi studiò al Conservatorio di Milano con Antonio Aversa e fece il proprio debutto professionale nel 1911 al Teatro Corso di Bologna come protagonista del Lohengrin di Wagner. Egli venne presto ingaggiato dai principali teatri italiani tra cui il Teatro Carlo Felice di Genova, il Teatro Comunale di Bologna, il Teatro di San Carlo di Napoli ed il Teatro Regio di Torino. Nel 1919 debuttò al Teatro Costanzi di Roma col ruolo del duca di Mantova nel Rigoletto di Giuseppe Verdi.
Nel 1922 Broccardi recitò con Toti Dal Monte al Teatro Massimo di Palermo nei ruoli del duca di Mantova di Verdi, in quello di Giuseppe Hagenbacha ne La Wally di Alfredo Catalani e di Pinkerton nella Madama Butterfly di Puccini. Nel 1924 cantò nel ruolo di Osaka nell'Iris di Pietro Mascagni al Teatro Municipale di Piacenza. Nel 1925 fu Enzo Grimaldo ne La Gioconda al teatro La Fenice recitando al fianco di Tina Poli-Randaccio. Nel 1926 debuttò al Teatro alla Scala a Milano ed al Liceu di Barcellona, facendo poi altri quattro concerti in Spagna. Fu artista d'onore al Teatro Colón e negli altri principali teatri sudamericani degli anni '20. Si ritirò dal palcoscenico nei primi anni '30 e dal 1951 entrò come residente alla Casa di riposo per musicisti "G. Verdi" voluta dallo Giuseppe Verdi a Milano ove morì nel 1953.